# خطای ۴۵۱

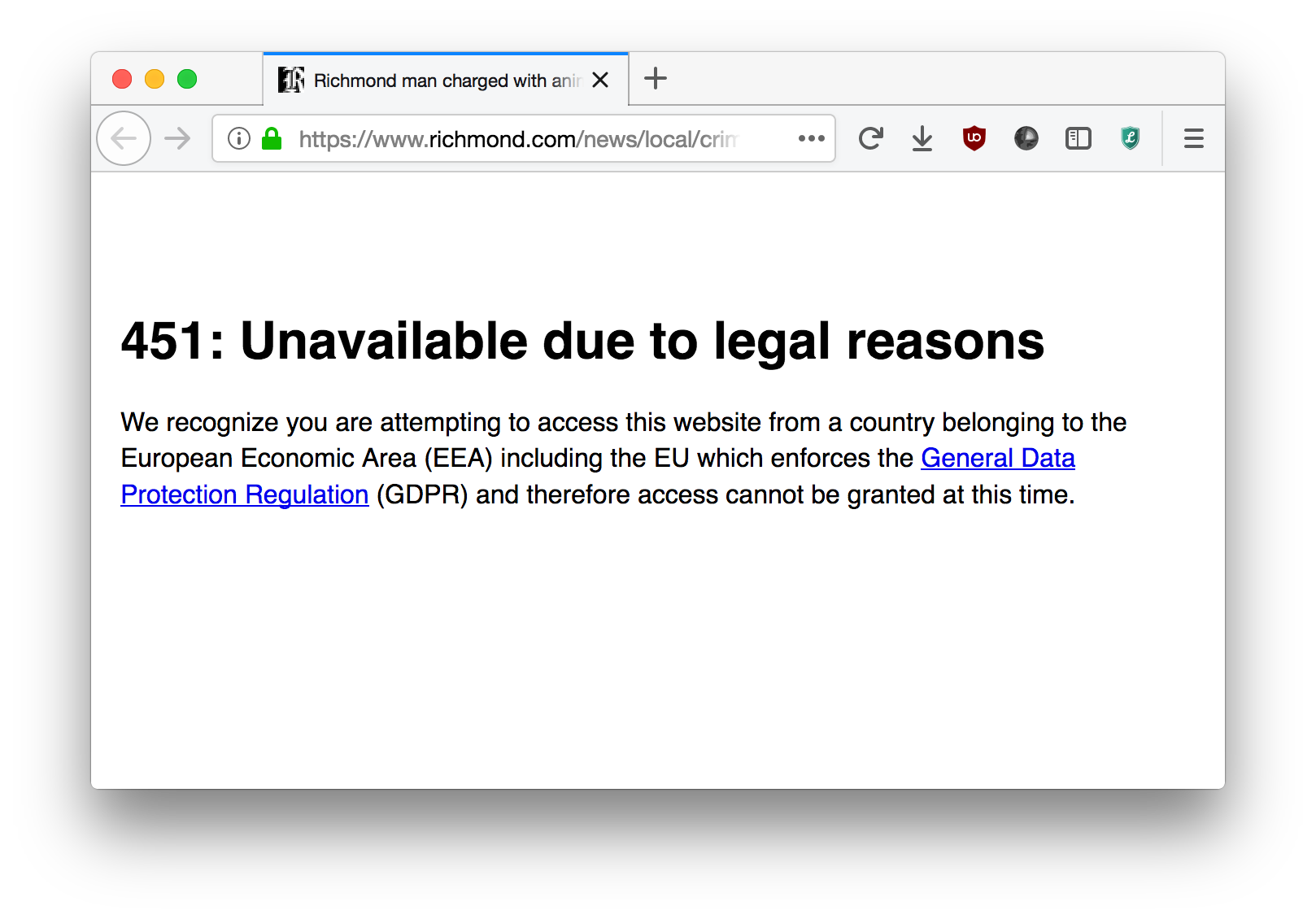
HTTP 451

خطای ۴۵۱ (به انگلیسی: HTTP 451) یا در دسترس نبودن به‌خاطر دلایل قانونی (به انگلیسی: Unavailable For Legal Reasons)، یکی از خطاهای کد وضعیت پروتکل انتقال ابرمتن است. این عدد با الهام از رمان آخرالزمانی فارنهایت ۴۵۱ نوشته ری بردبری در نظرگرفته شده‌است. خطای ۴۵۱ را می‌توان نوع توضیح‌یافته‌تر خطای ۴۰۳ به حساب آورد. این کد در سال ۲۰۱۵ توسط کارگروه مهندسی اینترنت به صورت رسمی تأیید شد.

## کاربرد

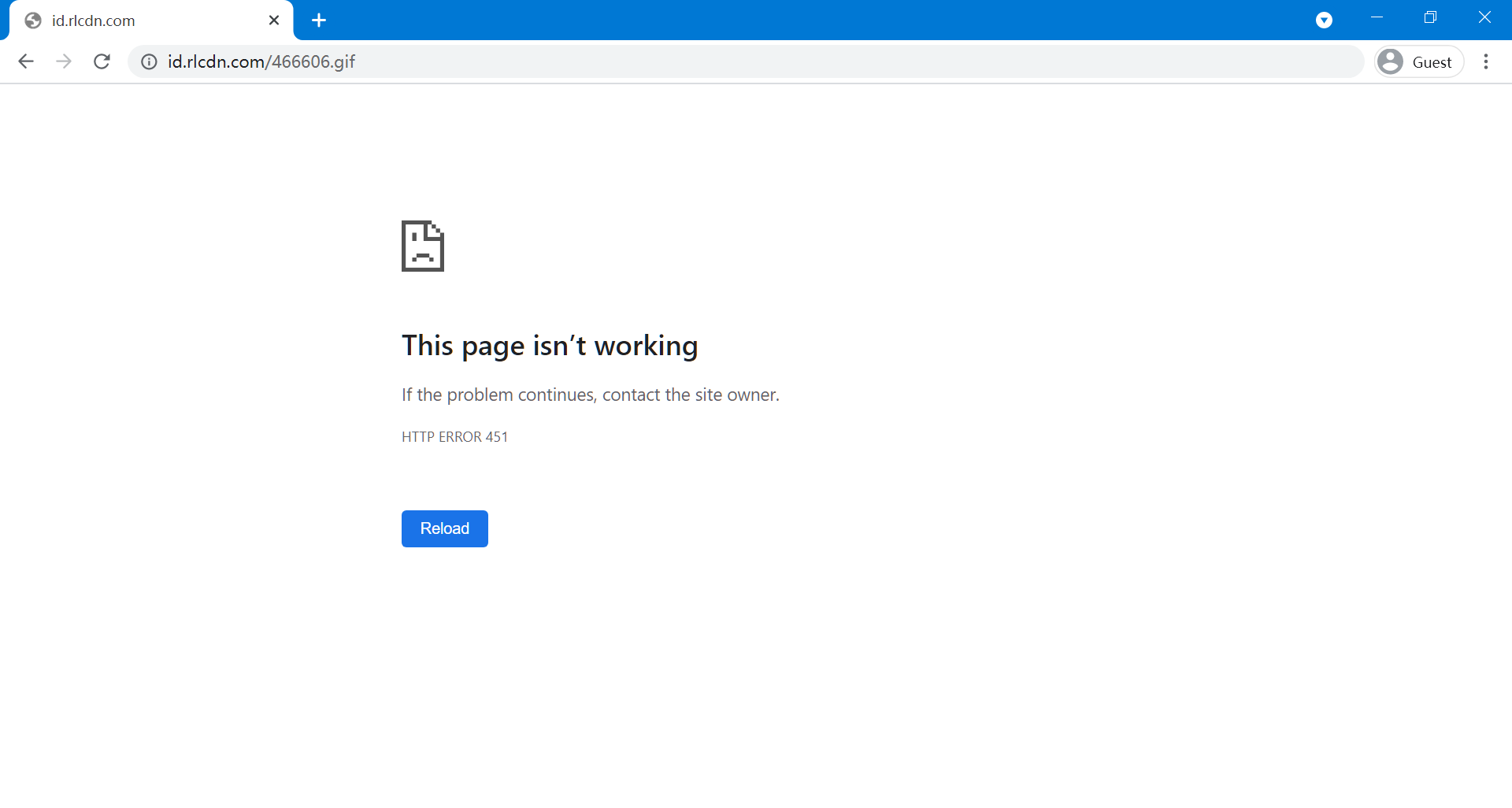
نوشته معمول مرورگر برای خطای ۴۰۱

مثال‌های خطای ۴۵۱ را می‌توان در صفحات اینترنتی یافت که به دلایل خطر برای امنیت ملی یک کشور، نقض حق تکثیر، نقض قوانین کفرگویی یا هر چیز دیگری به واسطه دستور دادگاه مسدود شده‌اند. در بعضی کشورها مثل بریتانیا نمایش خطای ۴۵۱ ممنوع است و رسانندگان خدمات اینترنتی به جای آن خطای ۴۰۴ را نمای می‌دهند.
پس از اجرایی شدن قانون «GDPR» در اتحادیه اروپا، بسیاری از وبگاه‌های خارج از اروپا از جمله سایت‌های آمریکایی شروع به نمایش خطای ۴۵۱ برای کاربران ساکن این اتحادیه کردند.